# 女妖
『女妖』（じょよう）は、1960年6月26日に公開された日本映画。西條八十の「女妖記」の映画化である。

## ストーリー
作家、屋形東作と彼が出会った様々な女性をオムニバス形式で描いた映画。

## キャスト
- お粂 - 山本富士子
- 青柳今子 - 叶順子
- 尾形十九・東作 - 船越英二
- 赤木千鳥 - 野添ひとみ
- あけみ - 八潮悠子
- 鳳親分 - 高松英郎
- かな江 - 南左斗子
- 常七 - 杉田康
- 伊豆井の親分 - 清水将夫
- 池永 - 永井智雄
- 半太 - 守田学
- 青吉 - 阿部脩
- 立川 - 入江洋佑
- 藤本 - 花布辰男
- 捜査主任 - 伊東光一
- 刑事 - 中条静夫
- 芳江 - 小笠原まり子
- 焼鳥屋の親爺 - 小杉光史

## スタッフ
- 監督：三隅研次
- 製作：永田雅一
- 企画：米田治
- 原作：西条八十
- 脚本：長谷川公之、飯村耕
- 撮影：中川芳久
- 美術：間野重雄
- 編集：中野達治
- 音楽：奥村一
- 助監督：石田潔